# Tinh vân Cá Đuối
Tinh vân Cá đuối (Hen 3-1357) là tinh vân hành tinh trẻ nhất được biết đến, xuất hiện vào những năm 1980. Tinh vân này nằm ở hướng phía nam của chòm sao Bàn thờ, và nằm cách xa 18.000 năm ánh sáng (5.600 parsec). Mặc dù có kích thước gấp khoảng 130 lần Hệ Mặt trời, Tinh vân Cá đuối chỉ bằng khoảng 1/10 kích thước của hầu hết các tinh vân hành tinh đã biết khác. Ngôi sao trung tâm của tinh vân là ngôi sao đang phát triển nhanh SAO 244567. Cho đến đầu những năm 1970, người ta quan sát thấy nó trên Trái đất như một tinh vân tiền hành tinh trong đó khí chưa trở nên nóng và bị ion hóa.
Hình ảnh của tinh vân cho thấy các lớp vỏ khí cũ hơn bên ngoài đang hoạt động như một bộ chuẩn trực cho dòng khí gần đây thoát ra từ ngôi sao trung tâm—một quan sát quan trọng, vì quá trình này vẫn chưa được hiểu rõ.